# افرايم فرنسيس بالدوين
افرايم فرنسيس بالدوين (بالإنجليزية: Ephraim Francis Baldwin)‏ هو مهندس معماري أمريكي، ولد في 4 أكتوبر 1837، وتوفي في 20 يناير 1916.